# 지방도 제831호선
지방도 제831호선은 전라남도 나주시 대호동에서 노안면 양천리를 잇던 전라남도의 지방도이다.
1983년에는 노선명이 '나주 ~ 삼도선'이라 하여 나주시 성북동에서 광산군 삼도면 도덕리까지 이어지는 지방도였다. 1988년 1월 1일 광산군이 광주직할시에 편입됨에 따라 1989년 4월 19일 광산군 지역이 지방도 노선 지정에서 해제되고 종점이 나주군 노안면 양천리로 단축되었다.
2007년 건설교통부의 단구간 지방도 노선 조정에 의해 폐지되었으며, 지방도 제822호선과 통합되었다.

## 연혁
- 1983년 7월 8일 : 도로 확포장공사를 위해 광산군 삼도면 대산리 ~ 삼거리 3.886km 구간 도로구역 변경[1]
- 1985년 12월 23일 : 기점을 '금성시 성북동', 종점을 '광산군 삼도면 도덕리'로 명시하고 도로개량이 완료된 금성시 성북동 ~ 승현동 1.778km 구간과 광산군 삼도면 대산리 ~ 양동리 2.91km 구간 도로예정지 해제[2]
- 1987년 1월 22일 : 나주시 성북동 ~송현동 1.778km 구간과 광산군 삼도면 대산리 ~ 삼거리 2.91km 구간 도로예정지 해제[3]
- 1988년 1월 4일 : 1988년 11월까지 도로 확포장 공사를 위해 나주시 송촌동 ~ 광산군 삼도면 대산리 9.28km 구간 도로구역 결정[4]
- 1989년 1월 6일 : 나주시 성북동 ~ 나주군 노안면 양천리 9.465km 구간 도로예정지 해제[5]
- 1989년 4월 19일 : 광산군의 광주직할시 편입으로 인해 종점이 광산군 삼도면 도덕리에서 나주군 노안면 양천리로 노선 단축. 이에 따라 노선명이 '나주 ~ 삼도선'에서 '나주 ~ 노안선'으로 변경되고 총 연장이 18.618km에서 9.465km로 감소함.[6]
- 1995년 12월 8일 : 기존 지방도 노선을 폐지하고 새로 지정[7]
- 2003년 3월 27일 : 기존 지방도 노선을 폐지하고 새로 지정[8]
- 2007년 1월 5일 : 단구간 지방도 노선 조정으로 인해 지방도 제822호선에 통합 및 폐지[9]

## 주요 경유지
- 나주시
  - 대호동 - 성북동
  - 노안면 용산리 - 나주 나들목 - 양천리